# George Dantzig

George Dantzig

George Bernard Dantzig (n. 8 noiembrie 1914 - d. 13 mai 2005)  a fost un matematician american cu contribuții deosebite în domeniul cercetării operaționale, programării liniare, informaticii, economiei și statisticii.

## Biografie profesională
În 1930 a pus bazele algebrei topologice, iar în 1947 a elaborat formularea matematică a problemei generale a programării liniare și a recomandat-o pentru soluționarea diferitelor probleme din domeniul cercetărilor operaționale. Pentru rezolvarea problemei generale de programare liniară a propus o metodă, devenită celebră, metoda simplex.
De asemenea, a pus în evidență conexiunea dintre programarea liniară și teoria jocurilor.

## Scrieri
- 1949: Programming in a linear structure
- 1951: Maximization of a linear function of variables subject to linear inequalities
- 1953: Product Form Tableau for Revised Simplex Method
- 1963: Linear Programming and Extensions, celebră în domeniul programării liniare.